# José Neto
José Manuel Conceiçāo Neto est un footballeur portugais né le 5 octobre 1935 à Montijo et mort le 6 juillet 1997 à Lisbonne. Il évoluait au poste de milieu de terrain.

## Biographie
José Neto commence sa carrière au Clube Olímpico Montijo. Il rejoint en 1958 le prestigieux Benfica Lisbonne.
Avec le club lisboète, il joue deux finales de Ligue des champions : en 1961, il s'impose face au FC Barcelone, et en 1965 il s'incline contre l'Inter Milan. 
Son palmarès national à Benfica est composé de cinq titres de champion du Portugal et de quatre Coupes du Portugal.
José Neto termine sa carrière au Sporting Braga lors de la saison 1966-1967.

## Carrière
- ?? :  CD Montijo
- 1958-1966 :  Benfica Lisbonne
- 1966-1967 :  Sporting Braga

## Palmarès
Avec le Benfica Lisbonne :
- Vainqueur de la Ligue des champions en 1961
- Finaliste de la Ligue des champions en 1965
- Champion du Portugal en 1960, 1961, 1963, 1964 et 1965
- Vainqueur de la Coupe du Portugal en 1959, 1962 et 1964
- Finaliste de la Coupe du Portugal en 1965